# Mapa grup strategicznych
Mapa grup strategicznych – graficzna interpretacja koncepcji grup strategicznych, będąca jednym ze sposobów analizy sektora.
Grupę strategiczną definiuje się jako grupę przedsiębiorstw, o takim samym podejściu do prowadzenia gry rynkowej, o takiej samej strategii.
Metoda grup strategicznych pozwala zakwalifikować przedsiębiorstwo do jednej z grup strategicznych i na tej podstawie ocenić jego pozycję konkurencyjną. W koncepcji tej walka konkurencyjna toczy się między podmiotami w konkretnej grupie, w przeciwieństwie do ujęcia tradycyjnego, w którym pozycja przedsiębiorstwa, zależy od sytuacji względem wszystkich konkurentów w sektorze.
Przynależność do danej  grupy strategicznej, daje możliwość oceny:
- ilości i wielkości konkurentów w grupie
- siły oddziaływań między konkurentami w grupie
- rodzaju strategii stosowanych przez konkurentów
- atrakcyjności konkretnych grup strategicznych
- czy grupa strategiczna daje możliwości rozwoju
- czy inne grupy strategiczne mają większą atrakcyjność i dają większe szanse rozwoju
- czy jest możliwość wejścia do innych grup i jak wysokie są bariery wejścia
- obszarów korzyści konkurencyjnych, a więc czynników decydujących o przewadze konkurencyjnej w postaci miejsc na mapie grup strategicznych, dających firmom możliwość rozwoju i uzyskania rentowności
- miejsc na mapie strategicznej, który nie są w posiadaniu żadnego przedsiębiorstwa, a więc tzw. nisz rynkowych

Metoda grup strategicznych polega na konstrukcji szeregu map, według podstawowego schematu:
- identyfikacja i opracowanie listy kryteriów (czynników różnicujących poszczególne sektory, stopień ich atrakcyjności i przedsiębiorstwa), przy czym te kryteria powinny silnie różnicować podmioty, powinny być mierzalne i nie mogą być silnie skorelowane
- stworzenie i narysowanie wielu map strategicznych, z użyciem różnych par kryteriów wybranych z opracowanej listy
- ujęcie na tej mapie konkurujących przedsiębiorstw i narysowanie wokół nich kół, zgodnych z wielkością udziału firm w danej grupie strategicznej